# Saint-Siméon (Orne)
Saint-Siméon  era una comuna francesa situada en el departamento de Orne, de la región de Normandía, que el 1 de enero de 2016 pasó a ser una comuna delegada de la comuna nueva de Passais-Villages al fusionarse con las comunas de L'Épinay-le-Comte y Passais.

## Demografía
| Gráfica de evolución demográfica de Saint-Siméon entre 1800 y 2014 |
|                                                                    |

Los datos demográficos contemplados en este gráfico de la comuna de Saint-Siméon se han cogido de 1800 a 1999 de la página francesa EHESS/Cassini, y los demás datos de la página del INSEE.